# Opera missionaria di Gesù e Maria
L'Opera Missionaria di Gesù e Maria (in spagnolo Obra Misionera de Jesús y María) è un istituto religioso femminile di diritto pontificio: le suore di questa congregazione pospongono al loro nome la sigla O.M.J.M.

## Storia
La congregazione venne fondata da María Pilar Izquierdo Albero (1906-1945): gravemente malata e immobilizzata a letto da undici anni, ebbe l'ispirazione di iniziare una nuova famiglia religiosa e chiese l'autorizzazione all'arcidiocesi di Madrid.
L'arcivescovo Leopoldo Eijo y Garay concesse il nihil obstat il 16 novembre 1939 ma, a causa del clamore suscitato dall'improvvisa guarigione della Izquierdo Albero, il permesso venne ritirato; la fondatrice, comunque, lasciò Saragozza e si trasferì a Madrid dove, con alcune compagne (missionarie di Gesù e Maria), iniziò ad assistere i poveri e a promuovere la pratica religiosa tra gli operai nei sobborghi. La sua opera venne approvata come "pia unione" diocesana il 2 febbraio 1942.
Dopo la morte della Izquierdo Albero, le compagne ne continuarono l'opera a Logroño: il 27 luglio 1961 l'Opera fu approvata come congregazione di diritto diocesano dal vescovo di Calahorra, Abilio del Campo y de la Bárcena, e il 12 ottobre 1981 venne riconosciuta come congregazione di diritto pontificio.
La fondatrice è stata beatificata da papa Giovanni Paolo II in Piazza San Pietro a Roma il 4 novembre 2001.

## Attività e diffusione
Le suore dell'Opera si dedicano al servizio ai poveri, all'istruzione della gioventù, all'assistenza agli infermi e agli anziani (sia a domicilio che in istituti propri), all'apostolato missionario e al servizio parrocchiale (catechesi, distribuzione dell'Eucaristia).
Sono presenti in Colombia, Ecuador, Mozambico, Italia, Spagna, Venezuela; la sede generalizia è a Logroño (La Rioja).
Al 31 dicembre 2005 l'istituto contava 242 religiose in 23 case.